# Kainach bei Voitsberg
Kainach bei Voitsberg é um município da Áustria, situado no distrito de Voitsberg, no estado da Estíria. Tem 83,44 km² de área e sua população em 2019 foi estimada em 1.598 habitantes.